# Habrotrocha gulosa
Habrotrocha gulosa är en hjuldjursart som beskrevs av Colin Milne 1916. Habrotrocha gulosa ingår i släktet Habrotrocha och familjen Habrotrochidae. Inga underarter finns listade i Catalogue of Life.